# Dirty Fingers
Dirty Fingers — студийный альбом ирландского гитариста и певца Гэри Мура. Записан в начале 1981 году, вскоре после роспуска G-Force и выпущен в 1983 году в Японии, где Гэри был чрезвычайно популярен, и 1984 году в Европе. Это последний альбом Мура, где он не является основным вокалистом.
Альбом содержит кавер-версию известной песни «Don't Let Me Be Misunderstood». Трек «Nuclear Attack», написанный Муром, ранее появился на одноимённом дебютном альбоме Грега Лейка, в записи которого участвовал Гэри Мур.

## Список композиций
Слова и музыка всех песен — Гэри Мур, если не указано иное.
| №  | Название                                                                       | Длительность |
| -- | ------------------------------------------------------------------------------ | ------------ |
| 1. | «Hiroshima»                                                                    | 4:30         |
| 2. | «Dirty Fingers» (instrumental)                                                 | 1:09         |
| 3. | «Bad News»                                                                     | 5:06         |
| 4. | «Don't Let Me Be Misunderstood» (Bennie Benjamin, Sol Marcus, Gloria Caldwell) | 3:37         |
| 5. | «Run to Your Mama»                                                             | 4:44         |

| №   | Название                    | Длительность |
| --- | --------------------------- | ------------ |
| 6.  | «Nuclear Attack»            | 5:11         |
| 7.  | «Kidnapped»                 | 3:50         |
| 8.  | «Really Gonna Rock Tonight» | 3:50         |
| 9.  | «Lonely Nights»             | 3:58         |
| 10. | «Rest in Peace»             | 5:58         |

## Участники записи
- Гэри Мур — гитара, ведущий вокал (10), бэк-вокал
- Дон Эйри — орган, клавишные
- Томми Олдридж — ударные
- Джимми Бэйн — бас-гитара
- Чарли Хун — вокал